# Henry Troupp
Henry Eugen Troupp, född 23 mars 1932 i Helsingfors, död där 19 februari 2022, var en finländsk läkare och professor som utvecklade neurokirurgi i sitt hemland.
Troupp blev medicine och kirurgie doktor 1961 vid Helsingfors universitet. Han anställdes 1958 som underläkare vid neurokirurgiska kliniken vid Helsingfors universitetscentralsjukhus HUCS och avancerade 1976 till överläkare samt var 1985–1989 chefsöverläkare vid universitetscentralsjukhuset. Han gjorde flera studieresor till Sverige och England. Troupp var professor i neurokirurgi vid Helsingfors universitet från 1976 fram till sin pensionering 1994.
Troupp har publicerat vetenskapliga arbeten främst rörande hjärnskador, hjärnartärsjukdomar och skalltryck. 